# Li Xiaopeng (politique)
Pour les articles homonymes, voir Li Xiaopeng et Li.
Li Xiaopeng (en chinois : 李小鹏), né le 7 juin 1959, est un homme d'affaires et homme politique chinois, gouverneur de la province du Shanxi de décembre 2012 à août 2016.

## Biographie
Li Xiaopeng est le fils de l’ancien Premier ministre entre 1987 et 1998, Li Peng lui-même fils adoptif de Zhou Enlai. Sa sœur Li Xiaolin est une femme d'affaires chinoise. Elle est actuellement CEO de l'entreprise de production d'énergie China Power International Development (en).
Li Xiaopeng rejoint le parti communiste chinois en 1985. En novembre 2012, il est élu parmi les 171 membres suppléants du Comité central à l'occasion du XVIIIe congrès national du Parti communiste chinois, qui se tient du 8 au 14 novembre. Puis il est nommé comme gouverneur du Shanxi en décembre.